# Studzienickie Torfowiska
Studzienickie Torfowiska (kod PLH220028) – specjalny obszar ochrony siedlisk sieci Natura 2000, zlokalizowany na terenie województwa pomorskiego. Obszar obejmuje powierzchnię 175,27 ha. Teren wyznaczony został w celu długotrwałego zabezpieczenia naturalnych siedlisk przyrodniczych takich jak (wraz z kodem):
- 3160 naturalne, dystroficzne zbiorniki wodne
- 7110 torfowiska wysokie z roślinnością torfotwórczą (żywe)
- 7120 torfowiska wysokie zdegradowane, lecz zdolne do naturalnej i stymulowanej regeneracji,
- 7140 torfowiska przejściowe i trzęsawiska (przeważnie z roślinnością z Scheuchzerio-Caricetea),
- 9110 kwaśne buczyny (Luzulo-Fagetum)
- 91D0 bory i lasy bagienne (Vaccinio uliginosi Betuletum pubescentis, Vaccinio uliginosi Pinetum, Pino mugo-Sphagnetum, Sphagno girgensohnii-Piceetum) i brzozowo-sosnowe bagienne lasy borealne